# Виробничий провулок (Житомир)
Виробничий провулок — провулок в Богунському районі міста Житомира.

## Характеристики
Розташований у північно-західній частині міста, в історичній місцевості Рудня.
Бере початок з 2-го Колективного провулка. Прямує на північ та наприкінці повертає на захід. Завершується у 1-му Ливарному провулку. Перетинається із Новосінною вулицею.

Забудова провулка — садибна житлова. 

## Історія
У ХІХ ст. та на початку ХХ ст. за місцем розташування провулка на мапах показані угіддя.. Пізніше у місцевості розкинулися сільськогосподарські угіддя колективного господарства (артілі) ім. XVIII з'їзду КПРС.
Провулок почав формуватися у 1950-х роках та забудовуватися індивідуальними житловими будинками працівниками промислового підприємства «Автозапчастина». Провулок та його забудова сформувалися до кінця 1960-х років.
У 1957 році провулку надано назву.